# (24935) Godfreyhardy
(24935) Godfreyhardy est un astéroïde de la ceinture principale.

## Description
(24935) Godfreyhardy est un astéroïde de la ceinture principale. Il fut découvert le 28 avril 1997 à Prescott (Arizona) par Paul G. Comba. Il présente une orbite caractérisée par un demi-grand axe de 2,53 UA, une excentricité de 0,11 et une inclinaison de 1,2° par rapport à l'écliptique.

## Compléments